# Brunnenkapelle (Kleinhelfendorf)

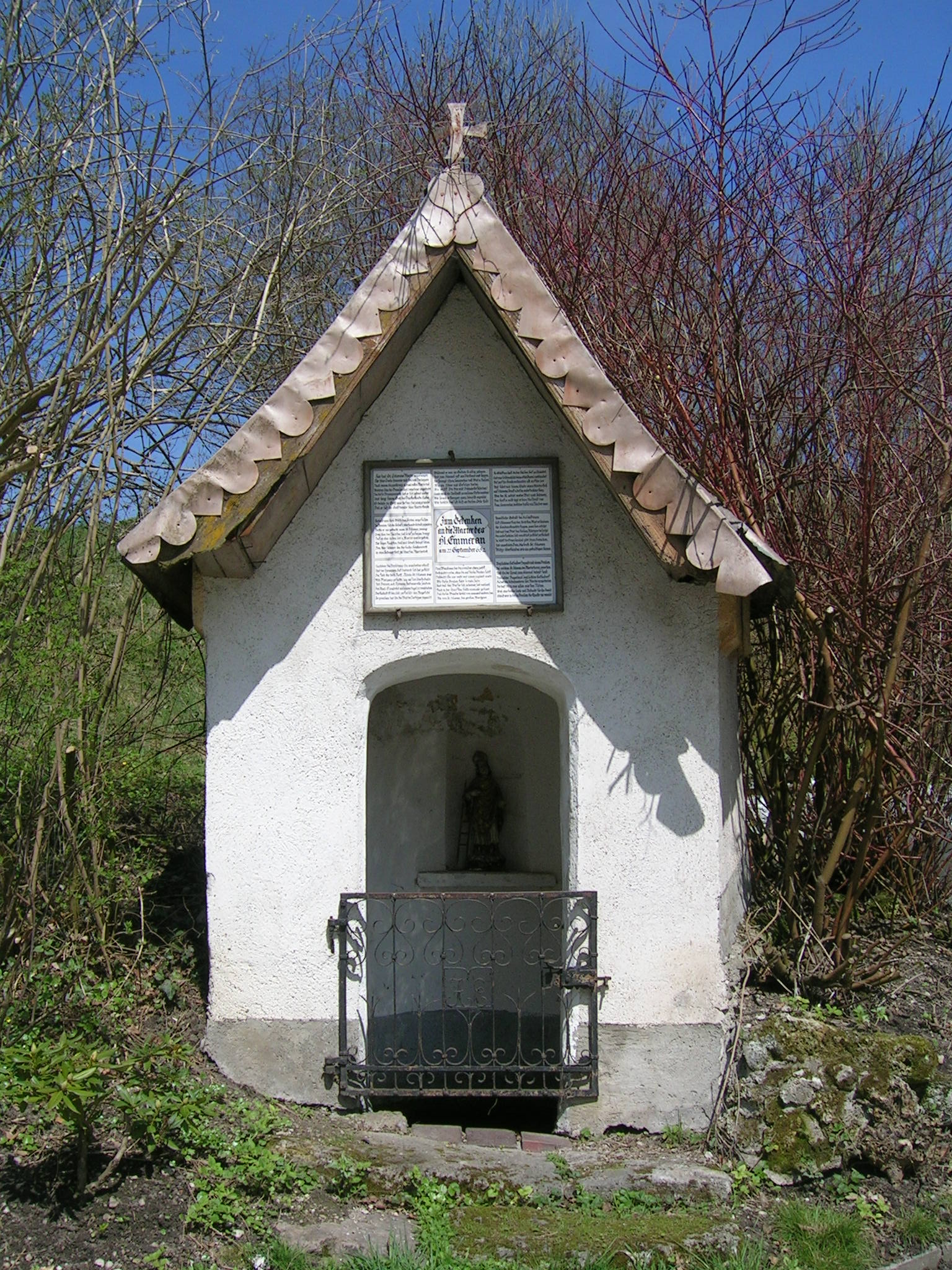
Brunnenkapelle in Kleinhelfendorf

Die katholische Brunnenkapelle in Kleinhelfendorf, einem Gemeindeteil von Aying im oberbayerischen Landkreis München, wurde 1631 errichtet. Die Kapelle nördlich der Pfarrkirche St. Emmeram ist ein geschütztes Baudenkmal.
Der kleine Putzbau mit steilem Satteldach wurde über einer Quelle erbaut. An dieser Stelle soll der heilige  Emmeram gerastet haben.